# Горна баня (станция метро)
Горна баня (болг. Горна баня) — конечная станция Софийского метрополитена на линии М3. Открыта 24 апреля 2021 года в составе второго пускового участка «Овча купел» — «Горна баня» линии М3..

## Описание
Находится в квартале Овча купел II административного района Овча купел Столичной общины (болг. Община Столична). Станция расположена недалеко от пересечения улиц Центральной и Жюль Лошо, возле больницы Доверие. Станция расположена на юго-западе города, в месте пересечения бульвара «Президент Линкольн» и Центральной улицы. Станция имеет два вестибюля с двумя входами. Станция имеет выход на улицу «Бойчо-Бойчев» и железнодорожный остановочный пункт «Овча купел». Станция является второй станцией с интермодальным соединением с национальной железнодорожной сетью. Все скорые и пассажирские поезда в направлениях София-Перник-Радомир-Дупница-Кулата/Петрич и София-Радомир-Кюстендил останавливаются на соседней железнодорожной станции. Остановка имеет один путь и одну платформу, на ней есть выделенный теплый зал ожидания. Платформы станции имеют длину 105 м. На станции установлены прозрачные автоматические платформенные ворота высотой 1,6 м с нержавеющими окантовками и 40-сантиметровыми полосами из гладкой нержавеющей стали внизу.

## История
Станция построена и спроектирована в составе линии М3.
Открытие состоялось 24 апреля 2021 года.

## Строительство
Строительство станции было начато в 2010-х годах.